# Anne-Sophie Barthet
Anne-Sophie Barthet nació el 23 de febrero de 1988 en Toulouse (Francia), es una esquiadora que tiene un podio en la Copa del Mundo de Esquí Alpino.

## Resultados

### Juegos Olímpicos de Invierno
- 2006 en Turín, Italia
  - Eslalon: 34.ª
- 2010 en Vancouver, Canadá
  - Eslalon: 26.ª
- 2014 en Sochi, Rusia
  - Eslalon Gigante: 14.ª
  - Eslalon: 18.ª

### Campeonatos Mundiales
- 2007 en Åre, Suecia
  - Eslalon: 19.ª
  - Combinada: 22.ª
- 2011 en Garmisch-Partenkirchen, Alemania
  - Eslalon: 14.ª
  - Eslalon Gigante: 19.ª
- 2013 en Schladming, Austria
  - Combinada: 16.ª
  - Eslalon Gigante: 20.ª
  - Eslalon: 24.ª

### Copa del Mundo

#### Clasificación General Copa del Mundo
- 2005-2006: 92.ª
- 2006-2007: 83.ª
- 2007-2008: 118.ª
- 2009-2010: 75.ª
- 2010-2011: 71.ª
- 2011-2012: 48.ª
- 2012-2013: 48.ª
- 2013-2014: 70.ª
- 2014-2015: 72.ª

#### Clasificación por Disciplinas (Top-10)
- 2015-2016:
  - Combinada: 6.ª